# Vlag van Assenede
De vlag van Assenede werd door de gemeenteraad op 11 april 1985 officieel vastgesteld als de gemeentelijke vlag van de Oost-Vlaamse gemeente Assenede. Op 3 juni 1985 werd hij door het Bestuur van Vlaanderen bevestigd en uiteindelijk gepubliceerd op 8 juli 1986 in het officiële Belgisch Staatsblad.
Officieel wordt de vlag beschreven als:
Schuingevierendeeld 1. geel met een zwarte leeuw, houdend in de rechtervoorpoot een zwarte dubbele adelaar 2. wit met een groene eikel 3. geel met een zwart schip 4. wit met een blauwe jachthoorn.
Het eerste kwartier is gebaseerd op het gekanteelde wapen dat Oosteeklo in 1901 tevergeefs aanvroeg; het tweede kwartier toont het oude wapen van Assenede uit 1841; het derde kwartier herinnert eraan dat Boekhoute ooit een vissershaven had; en het vierde kwartier stelt het wapen voor van de familie Busere, ooit eigenaar van Bassevelde.

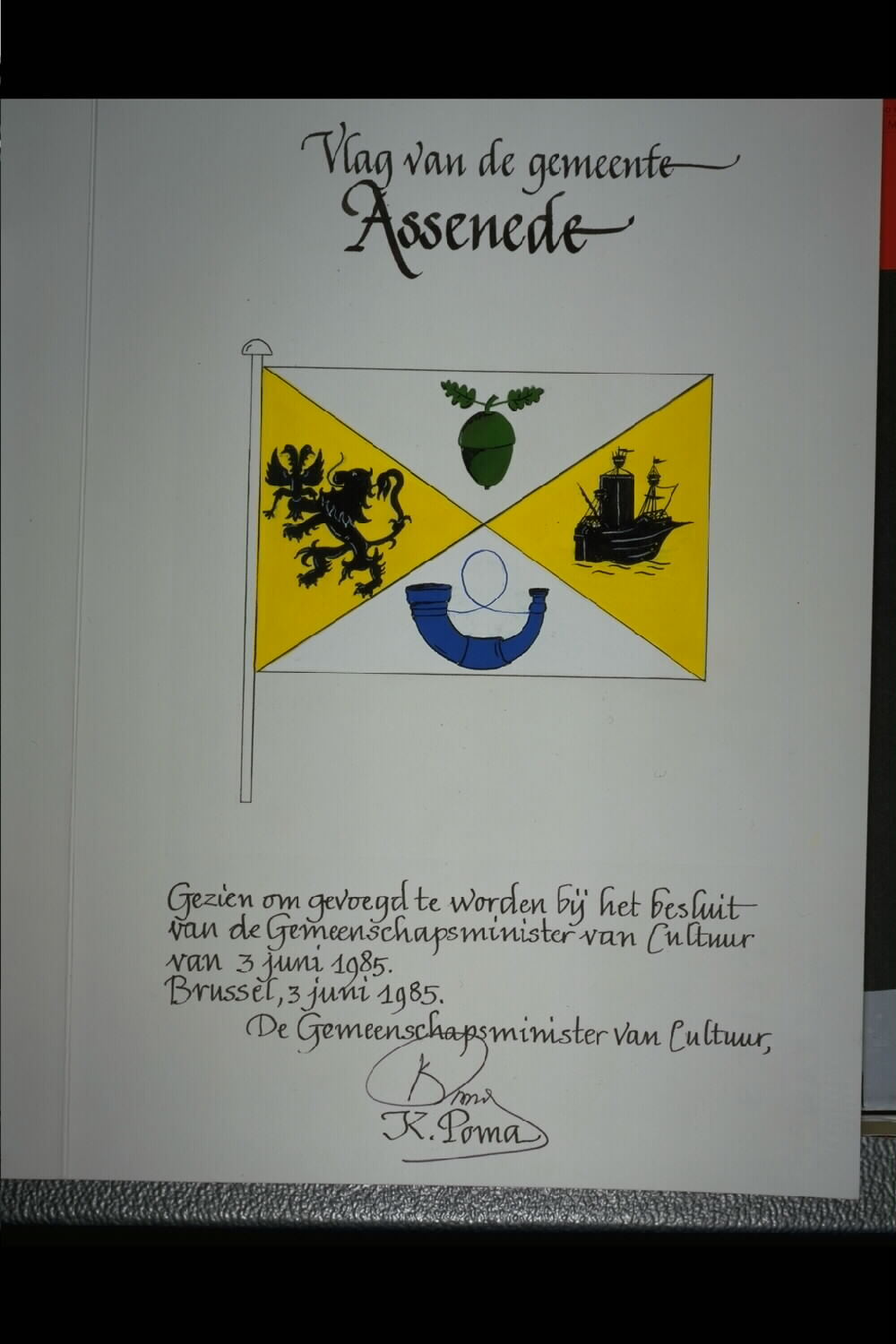
Ontwerp vlag getekend door Karel Poma
Het wapen van Assenede tussen 1841 en 1976
Het wapen van Oosteeklo